# Campeonato Mundial de Natación en Aguas Abiertas
El Campeonato Mundial de Natación en Aguas Abiertas se efectúa desde 1991 y es organizado por la Federación Internacional de Natación (FINA). Se celebra dentro del Campeonato Mundial de Natación, y de forma independiente entre los años pares de 2000 a 2010.

## Ediciones
| Núm.  | Año  | Sede           | País           |
| ----- | ---- | -------------- | -------------- |
| I     | 1991 | Perth          | Australia      |
| II    | 1994 | Roma           | Italia         |
| III   | 1998 | Perth          | Australia      |
| IV    | 2000 | Honolulú       | Estados Unidos |
| V     | 2001 | Fukuoka        | Japón          |
| VI    | 2002 | Sharm el-Sheij | Egipto         |
| VII   | 2003 | Barcelona      | España         |
| VIII  | 2004 | Dubái          | EAU            |
| IX    | 2005 | Montreal       | Canadá         |
| X     | 2006 | Nápoles        | Italia         |
| XI    | 2007 | Melbourne      | Australia      |
| XII   | 2008 | Sevilla        | España         |
| XIII  | 2009 | Roma           | Italia         |
| XIV   | 2010 | Roberval       | Canadá         |
| XV    | 2011 | Shanghái       | China          |
| XVI   | 2013 | Barcelona      | España         |
| XVII  | 2015 | Kazán          | Rusia          |
| XVIII | 2017 | Budapest       | Hungría        |
| XIX   | 2019 | Gwangju        | Corea del Sur  |
| XX    | 2022 | Budapest       | Hungría        |
| XXI   | 2023 | Fukuoka        | Japón          |
| XXII  | 2024 | Doha           | Catar          |
| XXIII | 2025 | Singapur       | Singapur       |
| XXIV  | 2027 | Budapest       | Hungría        |

## Medallero histórico
- Actualizado a Singapur 2025.

| Núm. | País            | Oro | Plata | Bronce | Total |
| ---- | --------------- | --- | ----- | ------ | ----- |
| 1    | Alemania        | 33  | 19    | 21     | 73    |
| 2    | Rusia           | 23  | 19    | 21     | 63    |
| 3    | Italia          | 15  | 26    | 22     | 63    |
| 4    | Países Bajos    | 12  | 10    | 6      | 28    |
| 5    | Estados Unidos  | 11  | 12    | 10     | 33    |
| 6    | Australia       | 9   | 7     | 11     | 27    |
| 7    | Brasil          | 8   | 5     | 10     | 23    |
| 8    | Francia         | 7   | 10    | 6      | 23    |
| 9    | Hungría         | 2   | 6     | 5      | 13    |
| 10   | España          | 2   | 6     | 2      | 10    |
| 11   | Grecia          | 2   | 4     | 3      | 9     |
| 12   | Reino Unido     | 2   | 4     | 2      | 8     |
| 13   | Bulgaria        | 1   | 1     | 5      | 7     |
| 14   | Canadá          | 1   | 1     | 1      | 3     |
| 15   | Japón           | 1   | 0     | 1      | 2     |
| 15   | Sudáfrica       | 1   | 0     | 1      | 2     |
| 15   | Suiza           | 1   | 0     | 1      | 2     |
| 15   | Túnez           | 1   | 0     | 1      | 2     |
| 19   | China           | 1   | 0     | 0      | 1     |
| 20   | República Checa | 0   | 2     | 0      | 2     |
| 21   | Bélgica         | 0   | 1     | 0      | 1     |
| 21   | Ecuador         | 0   | 1     | 0      | 1     |
| 23   | Argentina       | 0   | 0     | 2      | 2     |
| 24   | Egipto          | 0   | 0     | 1      | 1     |
| 24   | Mónaco          | 0   | 0     | 1      | 1     |
| 24   | Portugal        | 0   | 0     | 1      | 1     |
| 24   | Ucrania         | 0   | 0     | 1      | 1     |
|      | TOTAL           | 133 | 134   | 135    | 402   |